# Mélissa Nkonda
Mélissa Nkonda, född 6 november 1990 i Saint-Saulve, är en fransk sångerska.

## Karriär
Mélissa Nkonda blev känd år 2009 då hon deltog i den sjunde säsongen av La Nouvelle Star, den franska versionen av Idols, där hon slutade på nionde plats. Hon släppte sin debutsingel "Nouveaux horizons" den 14 februari 2011 vilken blev framgångsrik inte bara i Frankrike utan även i Belgien. Den 2 maj 2011 släppte hon sitt debutalbum med samma titel och som nådde 39 plats på den franska albumlistan där det låg i 20 veckor. Den 1 augusti samma år släpptes hennes andra singel "J'ai fait tout ça pour vous" som hon framför tillsammans med den engelska sångerskan V V Brown.

## Diskografi

### Album
| År   | Information                            | Topplaceringar |
| År   | Information                            | Frankrike      |
| ---- | -------------------------------------- | -------------- |
| 2011 | Nouveaux horizons - Släppt: 2 maj 2011 | 39             |

### Singlar
| År   | Singel                                          | Topplaceringar | Topplaceringar |
| År   | Singel                                          | Belgien        | Frankrike      |
| ---- | ----------------------------------------------- | -------------- | -------------- |
| 2011 | "Nouveaux horizons"                             | 37             | 20             |
| 2011 | "J'ai fait tout ça pour vous" (feat. V V Brown) | -              | 65             |